# Plastic Hearts
Plastic Hearts je sedmé studiové album americké zpěvačky Miley Cyrusové. Proces tvorby alba narušilo několik změn. Původně se album jmenovalo She Is Miley Cyrus a mělo se skládat ze tří EP, které vždy měly obsahovat 6 skladeb – She Is Coming, She Is Here a She Is Everything. První EP bylo vydáno 31. května 2019. Druhé EP mělo být vydáno v létě 2019 a třetí EP mělo být vydáno na podzim roku 2019, nicméně druhé a třetí EP nevyšly a jejich vydání se zrušilo. Původně album Miley označovala jako „bez žánru“ a „mozaikou všech věcí, které předtím byla“. Nahrávání alba však pokračovalo po několika závažných událostech, včetně konce jejího vztahu s manželem Liamem Hemsworthem v srpnu 2019, zdravotních problémů s hlasivky a jejich operace v listopadu 2019 a také pandemii covidu-19 v roce 2020. Miley nakonec změnila název alba z She Is Miley Cyrus na Plastic Hearts a jeho žánr je především rock.

## Pozadí a zveřejnění
Před oficiálním oznámením bylo album v médiích zařazeno mezi nejočekávanější alba roku 2019.
Miley odstranila všechny příspěvky ze svého účtu na Instagramu v červenci 2018 a do listopadu nebyla aktivní na sociálních sítích, než se vrátila, aby oznámila svou spolupráci na písni Nothing Breaks Like a Heart s Markem Ronsonem. Miley uspořádala soukromou poslechovou párty alba pro vedení iHeartRadio poté, co oznámila dokončení práce na albu v květnu 2019.
9. května 2019 oznámila na sociálních sitcich, že by ráda vydala novou hudbu 30. května. 31. května vydala první EP She Is Coming a společně odhalila její plány a detaily alba. Miley pokračovala v práci na albu po jejím rozvodu s manželem Liamem Hemsworthem v srpnu. Následující měsíc bylo oznámeno, že Miley není rozhodnutá mezi předěláním původního alba, které bylo dokončeno před jejím rozvodem, nebo odstraněním této verze úplně. Kromě toho bylo uvedeno, že data vydání pro She Is Here a She Is Everything jsou nyní zpožděná. 20. října byla tabule se seznamem skladeb pro album viděna na livestreamu Miley na Instagramu a naznačila, že datum vydání původního alba bylo naplánováno na její narozeniny 23. listopadu 2019. 3. listopadu Mark Ronson řekl, že album má být vydáno před koncem roku 2019. 9. listopadu bylo ohlášeno, že její nová hudba byla zpožděna až do roku 2020 kvůli její operaci hlasivek.
Na Nový rok 2020 nahrála na sociální sítě video, kde napsala, že „nová éra právě začíná“. Během živého vysílání na Instagramu zpěvačka uvedla, že vydání písně Bad Karma a EP She Is Here byla naplánována na léto 2020, nicméně kvůli pandemii covidu-19 byla vydání přesunuta na podzim 2020. V dubnu a květnu uniklo na internet několik skladeb z alba.
4. srpna 2020 Miley zveřejnila tweet, kde tweetovala #sheiscoming" a "#butforrealthistime", tím naznačovala, že nová hudba se blíží. 14. srpna vydala úvodní singl k albu Midnight Sky. Stejným dnem také potvrdila zrušení EP She Is Here a She Is Everything. 23. října zveřejnila obal a název alba a oznámila datum vydání. 19. listopadu vydala singl Prisoner s Duou Lipou.
Na albu pracovali například producenti Mark Ronson, Max Martin nebo Mike Will Made It a také textařsky se na albu podílela zpěvačka Alma.

### Singly
Původně pilotní singl z alba měl být singl Mother's Daughter a v albu také měl být singl Slide Away.
Nicméně pilotním singlem se nakonec stala skladba Midnight Sky, která vyšla 14. srpna.
19. listopadu vydala druhý singl z alba Prisoner s Duou Lipou. Jedná se o dlouho očekávanou spolupráci. Po vydání singlu Duy Lipy Don't Start Now z listopadu 2019 potvrdila Dua, že spolu s Miley plánovaly nahrávání společné spoluprace. V květnu následujícího roku Dua uvedla, že se s Miley rozhodly zrušit původní spolupráci a pokusit se nahrát něco nového. 14. září 2020 potvrdila Miley, že jejich spolupráce se objeví na albu. 13. listopadu 2020 byl oznámen název písně jako Prisoner spolu s odhalením celého seznamu skladeb. Vydání písně oznámily 18. listopadu 2020. Původní spolupráce nesla název LA Money a původní verze unikla na internet v listopadu 2020. Tuto píseň se však alespoň rozhodla její spolutextařka zpěvačka Alma nahrát a vydat ji sama, k čemuž došlo v květnu 2020.

## Seznam skladeb
| Standardní edice | Standardní edice                      | Standardní edice                                                                                             | Standardní edice | Standardní edice |
| Pořadí           | Název                                 | Autor | Producent(i) | Délka            |
| ---------------- | ------------------------------------- | --- | --- | ---------------- |
| 1.               | WTF Do I Know                         | Miley Cyrus Ryan Tedder Ali Tamposi Andrew Wotman Louis Bell                                                 | Andrew Watt Bell | 2:51             |
| 2.               | Plastic Hearts                        | Cyrus Tedder Tamposi Wotman Bell                                                                             | Watt Bell | 3:25             |
| 3.               | Angels like You                       | Cyrus Tedder Tamposi Wotman Bell                                                                             | Watt Bell | 3:16             |
| 4.               | Prisoner (featuring Dua Lipa)         | Cyrus Dua Lipa Tamposi Michael Pollack Wotman Stefan Johnson Jordan K. Johnson Marcus Lomax Jonathan Bellion | Watt The Monsters & Strangerz Bellion [a] Je zde použita šablona { { Ref }} označená jako k „pouze dočasnému použití“.                                                                                | 2:49             |
| 5.               | Gimme What I Want                     | Cyrus Majid Al-Maskati Tamposi Wotman Bell                                                                   | Watt Bell | 2:31             |
| 6.               | Night Crawling (featuring Billy Idol) | Cyrus Billy Idol Tedder Pollack Tamposi Wotman Nathan Perez Taylor Hawkins                                   | Watt Happy Perez | 3:09             |
| 7.               | Midnight Sky                          | Cyrus Ilsey Juber Bellion Tamposi Wotman Bell                                                                | Watt Bell | 3:43             |
| 8.               | High                                  | Cyrus Jennifer Decilveo Caitlyn Smith                                                                        | Mark Ronson Take a Daytrip Andrew Wyatt | 3:16             |
| 9.               | Hate Me                               | Cyrus Tamposi Wotman Bell                                                                                    | Watt Bell | 2:37             |
| 10.              | Bad Karma (featuring Joan Jett)       | Cyrus Juber                                                                                                  | Ronson Kenny Laguna [a] Je zde použita šablona { { Ref }} označená jako k „pouze dočasnému použití“. Picard Brothers [a] Je zde použita šablona { { Ref }} označená jako k „pouze dočasnému použití“. | 3:08             |
| 11.              | Never Be Me                           | Cyrus Juber Ronson                                                                                           | Ronson Brandon Bost [a] Je zde použita šablona { { Ref }} označená jako k „pouze dočasnému použití“.                                                                                                  | 3:35             |
| 12.              | Golden G String                       | Cyrus Wyatt                                                                                                  | Wyatt Emile Haynie | 3:55             |
| Celková délka:   | Celková délka:                        | Celková délka:                                                                                               | Celková délka: | 38:15            |

| Digital edition | Digital edition                                                        | Digital edition                                         | Digital edition | Digital edition |
| Pořadí          | Název                                                                  | Autor                                                   | Producent(i)    | Délka           |
| --------------- | ---------------------------------------------------------------------- | ------------------------------------------------------- | --------------- | --------------- |
| 13.             | Edge of Midnight (Midnight Sky Remix) (featuring Stevie Nicks)         | Cyrus Stephanie Nicks Tamposi Juber Bellion Wotman Bell | Watt Bell       | 3:40            |
| 14.             | Heart of Glass (live from the iHeart Festival, verze Miley Cyrus)      | Chris Stein Debbie Harry                                | Stacy Jones     | 3:33            |
| 15.             | Zombie (live from the NIVA Save Our Stage Festival, cover Miley Cyrus) | Dolores O'Riordan                                       | Jones           | 4:50            |

| Apple Music Backyard Sessions Edition | Apple Music Backyard Sessions Edition | Apple Music Backyard Sessions Edition | Apple Music Backyard Sessions Edition | Apple Music Backyard Sessions Edition |
| Pořadí                                | Název                                 | Autor                                 | Producent(i)                          | Délka                                 |
| ------------------------------------- | ------------------------------------- | ------------------------------------- | ------------------------------------- | ------------------------------------- |
| 16.                                   | High (Backyard Sessions)              | Cyrus Decilveo Smith                  | Ronson                                | 3:18                                  |
| 17.                                   | Plastic Hearts (Backyard Sessions)    | Cyrus Tedder Tamposi Wotman Bell      | Watt Bell                             | 3:22                                  |
| 18.                                   | Golden G String (Backyard Sessions)   | Cyrus Wyatt                           | Wyatt                                 | 3:53                                  |
| 19.                                   | Angels like You (Backyard Sessions)   | Cyrus Tedder Tamposi Wotman Bell      | Watt Bell                             | 3:17                                  |
| Celková délka:                        | Celková délka:                        | Celková délka:                        | Celková délka:                        | 64:08                                 |

| Japanese edition | Japanese edition                                  | Japanese edition                                | Japanese edition | Japanese edition |
| Pořadí           | Název                                             | Autor                                           | Producent(i)     | Délka            |
| ---------------- | ------------------------------------------------- | ----------------------------------------------- | ---------------- | ---------------- |
| 16.              | Who Owns My Heart (live from the iHeart Festival) | Cyrus Antonina Armato Tim James Devrim Karaoglu |                  | 4:16             |
| Celková délka:   | Celková délka:                                    | Celková délka:                                  | Celková délka:   | 54:37            |

## Recenze
- Jindřich Göth , iDNES.cz, 9. prosince 2020,  [1]